# Raku
Raku posuđe (jap. 楽焼, raku-yaki) vrsta je japanske keramike koja se tradicionalno koristi u japanskim čajnim ceremonijama, najčešće u obliku chawan, tj. zdjelica za čaj. Tradicionalan raku odlikuje ručno oblikovanje i znatna poroznost posuda, posljedica niskih temperatura pečenja, olovne glazure i uklanjanja posude iz peći dok je još užarena. U tradicionalnom japanskom postupku, pečeni raku komad se vadi iz vruće peći i ostavlja da se ohladi na otvorenom.
Zapadnjačku verziju rakua razvili su u 20. stoljeću studijski keramičari. Komadi se obično peku na visokoj temperaturi, a nakon vađenja iz peći, stavljaju se u spremnik na otvorenom ispunjen zapaljivim materijalom. Takav proces može dati veliku raznolikost boja i površinskih efekata, što ga čini vrlo popularnim kod umjetnika i amaterskih keramičara.

## Vanjske poveznice
- Muzej rakua u Kyotu